# Guarinoite
La guarinoite è un minerale.